# روبرت كارسون
روبرت كارسون (بالإنجليزية: Robert Carson)‏ (و. 1909 – 1979 م) هو ممثل، وممثل تلفزيوني، من كندا، ولد في مانيتوبا، توفي في أتاساديرو، سان لويس أوبيسبو، كاليفورنيا، عن عمر يناهز 70 عاماً.

## وصلات خارجية
- روبرت كارسون على موقع IMDb (الإنجليزية)
- روبرت كارسون على موقع أول موفي (الإنجليزية)
- روبرت كارسون على موقع قاعدة بيانات الفيلم (الإنجليزية)